# Panasonic Lumix DMC-GH3
Die Panasonic Lumix DMC-GH3 ist ein digitales, spiegelloses Systemkameragehäuse des herstellerübergreifenden Micro-Four-Thirds-Systems. Sie ist die Nachfolgerin der Panasonic Lumix DMC-GH2 und wurde am 17. September 2012 auf der photokina vorgestellt. Der Verkauf wurde Ende Dezember 2012 gestartet. Sie ist die erste spiegellose Systemkamera, die Filme mit einer Datenübertragungsrate von bis zu 72 Megabit pro Sekunde beziehungsweise 0,54 Gigabyte pro Minute aufnehmen kann. Dieser Wert übertrifft deutlich die seit Juli 2011 bestehende maximale Spezifikation von AVCHD 2.0 von bis zu 28 Megabit pro Sekunde, das für vergleichbare Kameras und Camcorder eingesetzt wird. 2014 wurde die Nachfolgerin Panasonic Lumix DMC-GH4 eingeführt, die Videoaufnahmen im 4K-Modus und mit bis zu 200 Megabit pro Sekunde machen kann.

## Technische Merkmale
Das Kameragehäuse aus einer Magnesiumlegierung ist mit einem schwenk- und klappbaren, berührungsempfindlichen Monitor, einem elektronischen Sucher mit Dioptrienausgleich, einem eingebauten Blitzlicht und einem Blitzschuh ausgestattet. Entgegen der ursprünglichen Absicht, Kameragehäuse und Objektive im Micro-Four-Thirds-System klein gestalten zu können, ist die GH3 das bislang größte und schwerste Serienmodell dieses Systems, was allerdings Vorteile in der Handhabung bringt.
Neben den Objektiven mit Micro-Four-Thirds-Bajonettverschluss können wegen des geringen Auflagemaßes von 20 Millimetern über Objektivadapter fast alle Objektive mit hinreichend großem Bildkreis angeschlossen werden. Die Normalbrennweite liegt bei rund 25 Millimetern.
Die GH3 arbeitet sowohl bei Stehbild- als auch bei Bewegtbildaufnahmen ausschließlich im Live-View-Modus mit manueller Entfernungseinstellung mit Softwarelupe oder mit einem vielseitigen Autofokussystem mit Kontrastmessung, das auch Gesichter erkennen und Motive verfolgen kann. Mit Hilfe des elektronischen Verschlusses können auch Stehbilder praktisch geräuschlos aufgenommen werden.
Das Kameragehäuse wird mit einem Lithium-Ionen-Akku versorgt und kann über einen zusätzlichen Batteriegriff erweitert werden, der über einen Auslöser für Hochkantaufnahmen verfügt.
Für Filmaufnahmen verfügt die GH3 neben dem eingebauten Stereomikrofon auch über einen Anschluss für externe Mikrofone.

### WLAN
Über eine WLAN-Verbindung kann die Kamera von Smartphones, Tablet-PCs oder mobilen und stationären Computern gesteuert und ausgelesen werden. Dabei können diese Geräte auch die geographische Koordinaten des Aufnahmeortes erfassen und zu den Metadaten der Aufnahmen hinzufügen.
Die Kamerabilder können ferner auch direkt auf kompatible Bildschirme und Fernsehgeräte übertragen werden, wenn auch nicht während der laufenden Aufnahme.

## Einsatz in Filmproduktionen
Die Fähigkeit, Filme mit sehr großer Datenübertragungsrate in Full HD (1080 × 1920 Bildpunkte, 50 Vollbilder pro Sekunde für die europäische Version, 60 Vollbilder pro Sekunde für die US-amerikanische Version) im H.264-Standard (MOV (IPB) bis zu 50 Megabit pro Sekunde), im AVCHD-2.0-Standard (bis zu 28 Megabit pro Sekunde) oder mit 25 Vollbildern pro Sekunde im All-Intra-Standard (mit 72 Megabit pro Sekunde) und mit leistungsstarken Objektiven aufnehmen zu können, sowie der Anschluss für externe Mikrophone machen die GH3 auch für hochwertige Filmproduktionen interessant. Die Videos können auch in Zeitlupe oder Zeitraffer aufgenommen und mit einem SMPTE-Timecode versehen werden.

## Eigenschaften
Gegenüber dem Vorgängermodell Panasonic Lumix DMC-GH2 weist die GH3 unter anderem folgende Veränderungen auf:
- All-Intra-Videomodus mit einer Datenübertragungsrate von bis zu 72 Megabit pro Sekunde
- AVCHD mit 60 Vollbildern pro Sekunde und einer Datenrate von 28 Megabit pro Sekunde[11] (gegenüber 30 Vollbildern pro Sekunde 24 Megabit pro Sekunde AVCHD)
- Berührungsempfindlicher OLED-Monitor mit kapazitiven Sensoren
- OLED-Sucher
- Wasserfestes und staubgeschütztes Gehäuse aus einer Magnesiumlegierung mit zusätzlichen Bedienelementen
- Venus Engine 7[12]
- Bildsensor mit verändertem optischen Tiefpass (mit gleicher Pixelzahl)
- Drahtlose Verbindungen über WLAN
- Kopfhörerausgang
- Kontinuierliches Aufnehmen von sechs Bildern pro Sekunde, bei reduzierter Auflösung (vier Megapixel im JPEG-Format) von bis zu zwanzig Bildern pro Sekunde
- Geringster einstellbarer Belichtungsindex ISO 200, statt ISO 160
- HDR-Funktion[1]
- Timecode, Zeitraffer, Zeitlupe und Intervallaufnahmen
- Blitzsynchronanschluss

## Auszeichnungen
Die GH3 hat eine Reihe von nationalen und internationalen Auszeichnungen erhalten:
- Chip Foto-Video: 1. Platz Systemkameras und 1. Platz Filmen mit Systemkameras[13]
- Consumer Electronics Association (CES): Innovations Award in der Kategorie Compact System Camera[14]
- DigitalCameraInfo: Best of the year und Editors’ Choice[15]
- Stiftung Warentest / test.de: Testsieger 2/2013[16][17]
- TIPA-Awards: Beste CSC Professional 2013[18]
- EISA Award: European Photo-Video Camera of the 2013-2014[19]